# أورين (تركيا)
أورين (بالتركية: Ören)‏ بلدة في مقاطعة مرسين بتركيا، وهي إحدى مدن الأناضول الواقعة في أقصى جنوب تركيا.

## الموقع والسكان
تقع بلدة أورين عند إحداثيات 36°02′N 32°47′E / 36.033°N 32.783°E وهي جزء من مديرية أنامور في محافظة مرسين.
تبعد بلدة أورين عن أنامور بحوالي 6 كيلومتر (3.7 ميل) جنوب غرب أنامور، وهي تبعد عن مرسين بحوالي 228 كيلومتر (142 ميل).
كان عدد السكان 4108 نسمة  اعتبارا من عام 2011م.

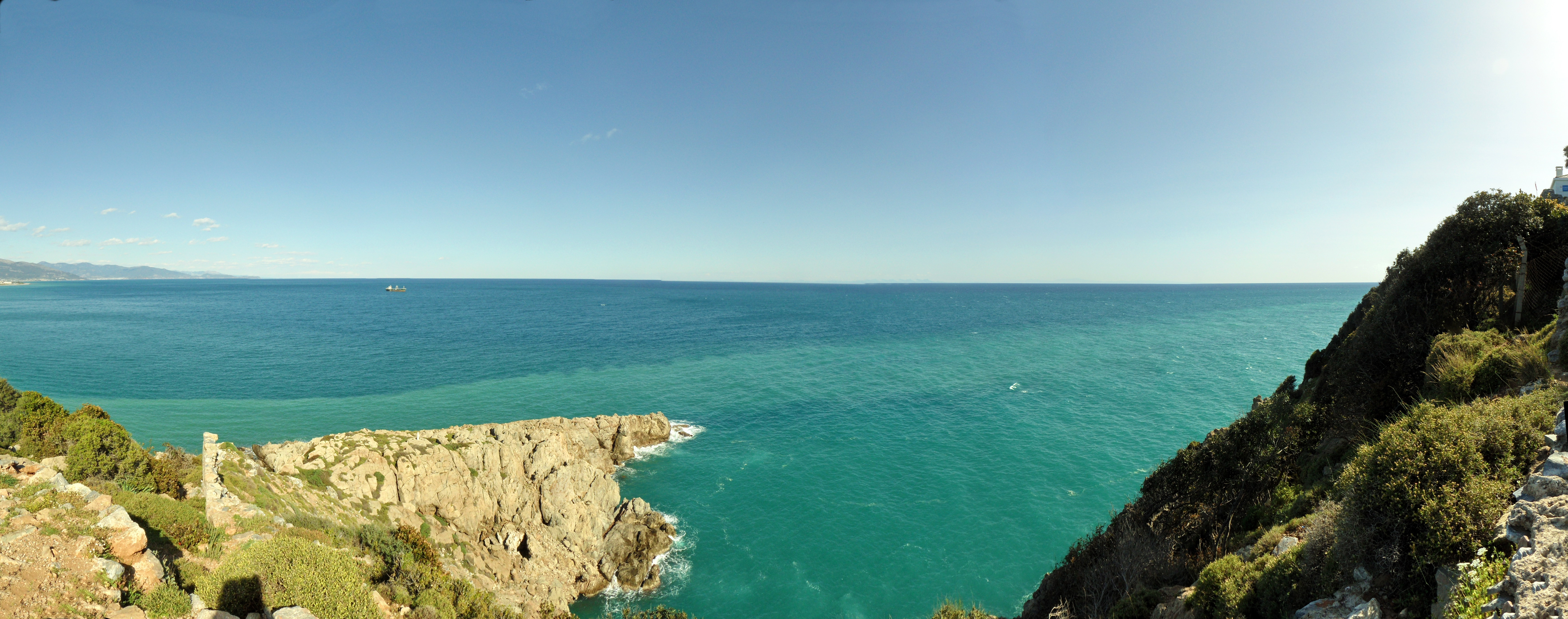
ساحل أورين.

## التاريخ
تقع بلدة أورين في الموقع السابق لبلدة أنامور.
- أسسها الفينيقيون ثم احتلها الحيثيون.
- في القرن السادس قبل الميلاد كانت جزءًا من الإمبراطورية الأخمينية لبلاد فارس.
- وفي عام 333 قبل الميلاد ضمها الإسكندر الأكبر إلى مقدونيا.
- بعد فترة وجيزة من تقسيم بابل في 323 قبل الميلاد تم دمجها في الإمبراطورية السلوقية.
- خلال السنوات الأخيرة من السلوقية، استولى القراصنة على أورين، ثم دحرهم الجنرال الروماني بومبي.
- في القرن الثاني عشر كانت البلدة عاصمة لمملكة أرمينيا الصغرى (بالتركية: Anemuryum)‏ لفترة وجيزة.
- بعد ضم المدينة من قبل الإمبراطورية الرومانية، استولت عليها الخلافة الإسلامية عدة مرات.
- في القرن الثالث عشر استولى السلاجقة الأتراك والكارامانيون على المدينة.
- بعد القرن الخامس عشر أصبحت المدينة جزءًا من الدولة العثمانية.
- بداية من الدولة التركية، ازدهرت أنامور كمدينة سكنية رئيسية في المنطقة، لكن أورين استمرت كقرية وأُعيدت تسميتها أورين (ومعناها بالتركية: «أطلال») في إشارة إلى أطلال مدينة «أنيموريوم» القديمة.
- في عام 1992م، تم إعلان القرية كبلدة.[2]

## اقتصاد
من أهم المنتجات الزراعية في أورين الموز والفراولة والفول السوداني.
بعيدا عن الامتداد الحضري، تعد السياحة الشاطئية واعدة أيضًا.

## معرض الصور

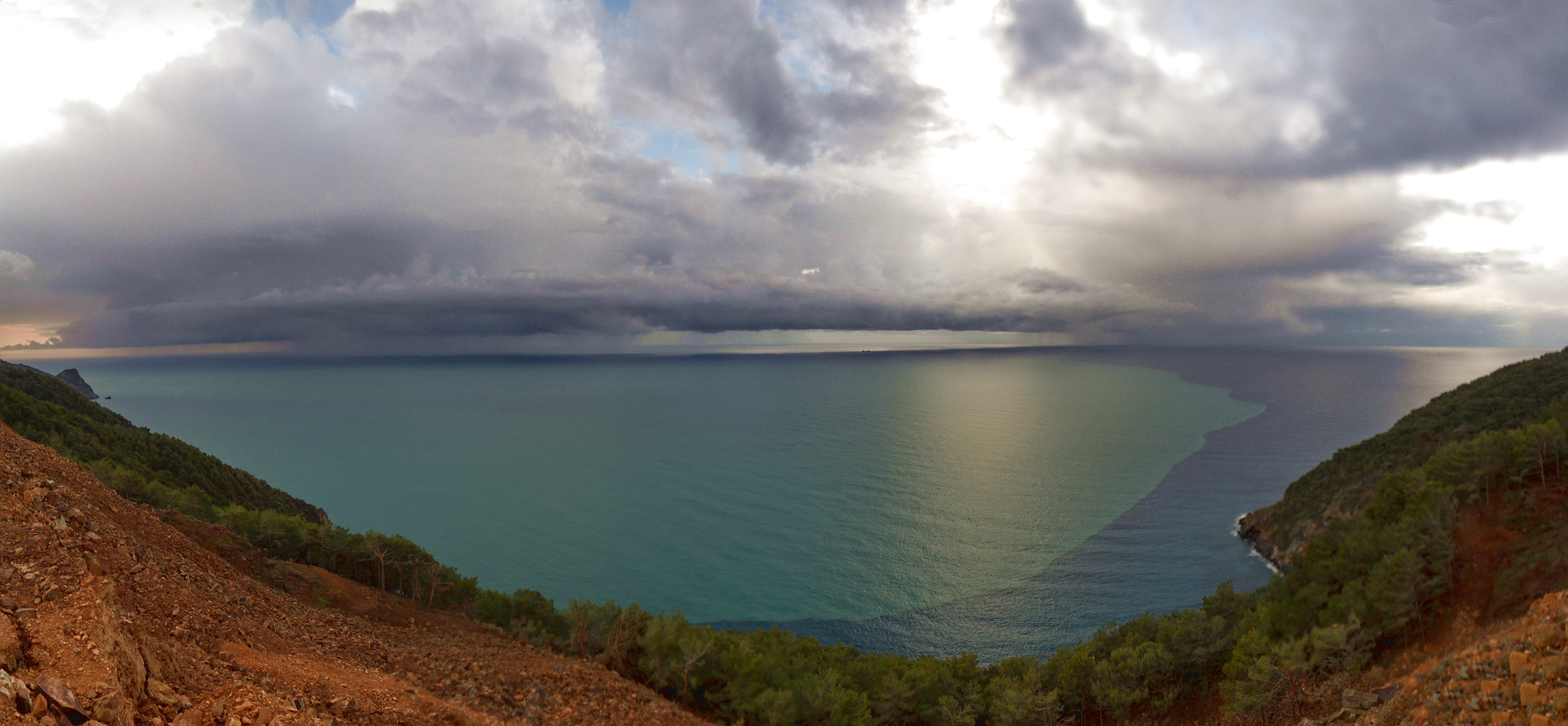
ساحل أورين.

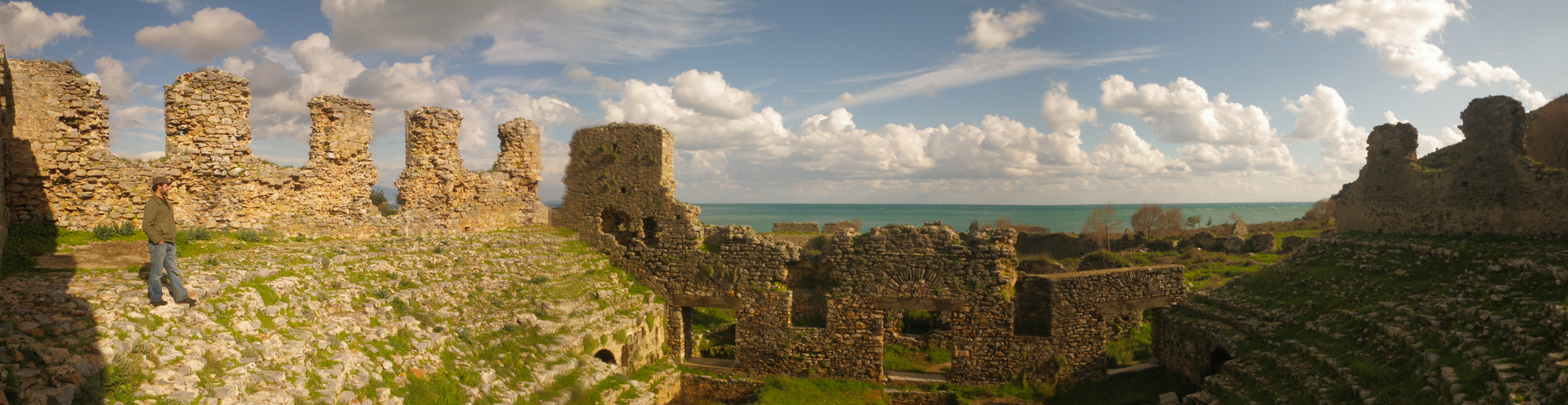
"أناموريوم" Anamurium

ساحل أورين.